# Kane Ritchotte
Kane Ritchotte (California, 11 ottobre 1991) è un attore, cantante e produttore discografico statunitense.

## Biografia
Kane Ritchotte nasce in California nel 1991 e studia musica sin da bambino. Dal 2001 al 2003 partecipa in vari episodi della serie TV Detective Monk. Nel 2004 prende parte alla band musicale Portugal. The Man come batterista, e, così inizia la sua carriera da cantante. Dal 2010 partecipa in vari concerti e serie televisive come guest star.

## Filmografia parziale
- Detective Monk - serie TV (2002-2005)

## Doppiatori italiani
Nelle versioni in italiano delle opere in cui ha recitato, Kane Ritchotte è stato doppiato da:
- Alessio Puccio in Detective Monk